# Herniaria lusitanica
Quebrantapiedas (Herniaria glabra)  es una planta herbácea de la familia de las cariofiláceas.

## Descripción
Planta de tallos postrados, (10-35 cm), muy ramificados e intrincados, pelosos, verdes o purpúreos; hojas, alternas unas y opuestas otras, poco más largas que anchas, (de hasta 8 x 3 cm), con pelos largos en los bordes. Numerosas flores diminutas (1-2 mm), en grupos pequeños pero muy densos, opuestos a las alternas hojas. Se abren en estrella con 5 sépalos muy pelosos y 5 pétalos amarillos poco visibles, que aparecen desde finales de primavera y en el verano.

## Distribución y hábitat
En España en Extremadura, Castilla y León. Aparece en el vaso inundable de algunas embalses, cuando baja el nivel. Crece a veces entre cantos e incluso en carreteras mal asfaltadas, lo que le proporciona su nombre vulgar.

## Taxonomía
Herniaria lusitanica fue descrita por Mohammad Nazeer Chaudhri y publicado en A Revision of the Paronychiinae 341. 1968.
Etimología
Herniaria: nombre genérico que deriva del latín hernia.  Según Cordus, del nombre vulgar entre los franceses (hemiaire) de la quebrantapiedras. Al parecer, recibió este nombre por la supuesta propiedad de curar las hernias.
lusitanica: epíteto geográfico que alude a su localización en Lusitania.